# Kali collina
Kali collina är en amarantväxtart som först beskrevs av Pall., och fick sitt nu gällande namn av Akhani och Roalson. Kali collina ingår i släktet Kali och familjen amarantväxter. Inga underarter finns listade i Catalogue of Life.